# Maria Wujtewicz
Maria Zofia Wujtewicz – polska anestezjolog, dr hab. nauk medycznych, profesor zwyczajny i kierownik Katedry Anestezjologii i Intensywnej Terapii Wydziału Lekarskiego z Oddziałem Stomatologicznym Gdańskiego Uniwersytetu Medycznego.

## Życiorys
12 grudnia 1985 obroniła pracę doktorską Wpływ zasadowicy oddechowej na stężenie fosforanu w surowicy krwi u chorych podczas znieczulenia ogólnego, 24 maja 2001 habilitowała się na podstawie pracy zatytułowanej Ocena wpływu hydroksyetylowanej skrobi na właściwości reologiczne krwi i gospodarkę tlenem podczas ostrej kontrolowanej normowolemicznej hemodylucji. 23 lipca 2008 uzyskała tytuł profesora nauk medycznych. Została zatrudniona na stanowisku profesora w Katedrze Anestezjologii i Intensywnej Terapii na Wydziale Lekarskim Akademii Medycznej w Gdańsku.
Awansowała na stanowisko profesora zwyczajnego i kierownika w Katedrze Anestezjologii i Intensywnej Terapii na Wydziale Lekarskim z Oddziałem Stomatologicznym Gdańskiego Uniwersytetu Medycznego.
Była prezesem Polskiego Towarzystwa Anestezjologii i Intensywnej Terapii i profesorem nadzwyczajnym w Katedrze Anestezjologii i Intensywnej Terapii Wydziału Lekarskiego z Oddziałem Stomatologicznym Akademii Medycznej w Gdańsku.

## Odznaczenia
- Krzyż Kawalerski Orderu Odrodzenia Polski (2020)[4]
- Złoty Krzyż Zasługi (2005)[5]